# František Dlouhý (malíř)
František Dlouhý (20. března 1911, Stařeč – 22. března 2000, Uherské Hradiště) byl český malíř a výtvarník.

## Biografie
František Dlouhý se narodil v roce 1911 ve Starči u Třebíče, v mládí byl inspirován strýcem Vincencem Dlouhým k tomu, aby se věnoval malbě. Ale nakonec vystudoval gymnázium v Třebíči a po studiu se stal úředníkem. Pracoval v různých úřednických pozicích až do druhé světové války, kdy byl nuceně nasazen do Berlína a po návratu do Československa se začal věnovat výtvarnému umění. Po válce žil v Třebíči.
V roce 1953 odešel do Jihlavy, kde roku 1956 nastoupil do Domu osvěty, kde do roku 1960 pracoval jako propagační výtvarník. Mezi lety 1960 a 1961 pracoval jako scénograf Horáckého divadla v Jihlavě a posléze nastoupil do jihlavské Oblastní galerie Vysočiny, kde do roku 1978 pracoval jako správce sbírek. V témže roce odešel do Starého Města, kde se věnoval už primárně malbě.
Věnoval se primárně krajinomalbě v oblasti Vysočiny nebo jižní Moravy, používal primárně suchý pastel. Věnoval se také abstraktní malbě. Věnoval se také fotografii. Je zastoupen ve sbírkách Oblastní galerie Vysočiny v Jihlavě.

## Výstavy
- 1966, XVII. členská výstava Svazu československých výtvarných umělců, Oblastní galerie Vysočiny v Jihlavě, Jihlava
- 1968, XIX. členská výstava Svazu československých výtvarných umělců, Oblastní galerie Vysočiny v Jihlavě, Jihlava
- 1970, František Dlouhý, Oblastní galerie Vysočiny v Jihlavě, Jihlava
- 1971, Výtvarníci Vysočiny, Oblastní galerie Vysočiny v Jihlavě, Jihlava
- 1976, Současná tvorba na Vysočině, Oblastní galerie Vysočiny v Jihlavě, Jihlava
- 2001, František Dlouhý: Prolínání, Oblastní galerie Vysočiny v Jihlavě, Jihlava
- 2015, Fantazie a realita Františka Dlouhého, Dům Gustava Mahlera, Jihlava